# 1 Podlaska Brygada Obrony Terytorialnej
1 Podlaska Brygada Obrony Terytorialnej im. gen.bryg. Władysława Liniarskiego, ps. „Mścisław” (1 PBOT) – związek taktyczny Wojsk Obrony Terytorialnej Wojska Polskiego.

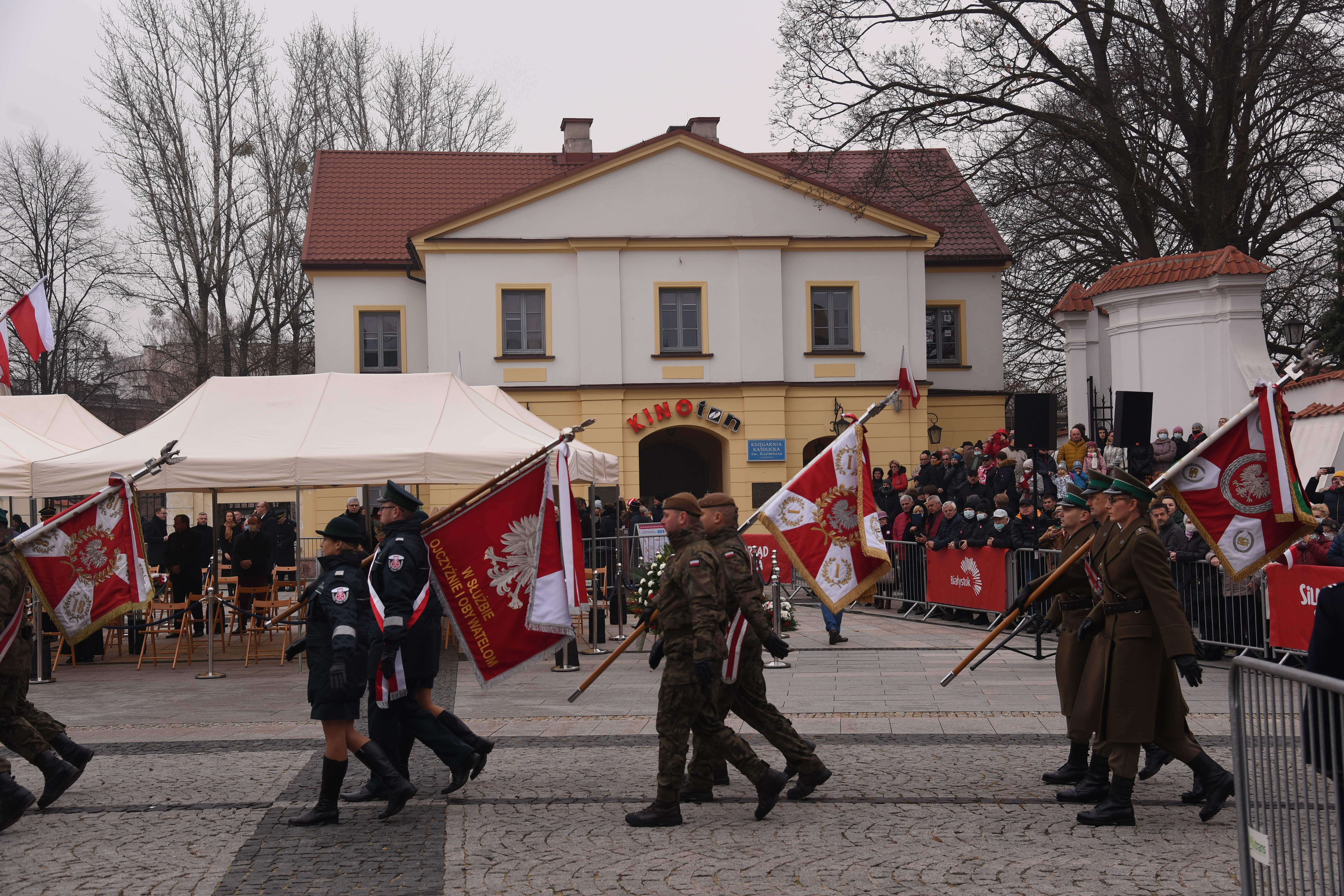
Poczet sztandarowy brygady, Rynek Kościuszki w Białymstoku - 2021

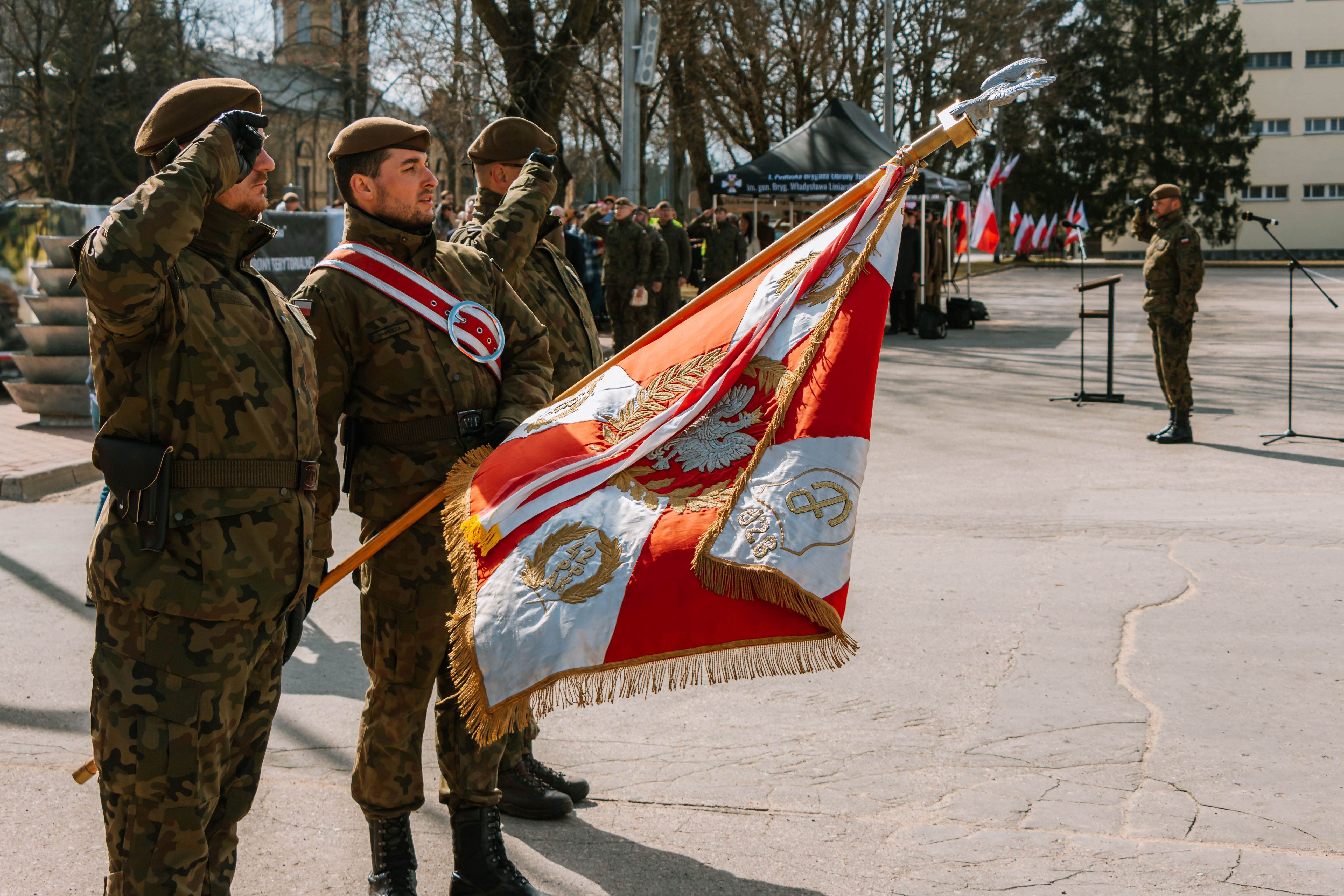
Poczet sztandarowy brygady, 2022

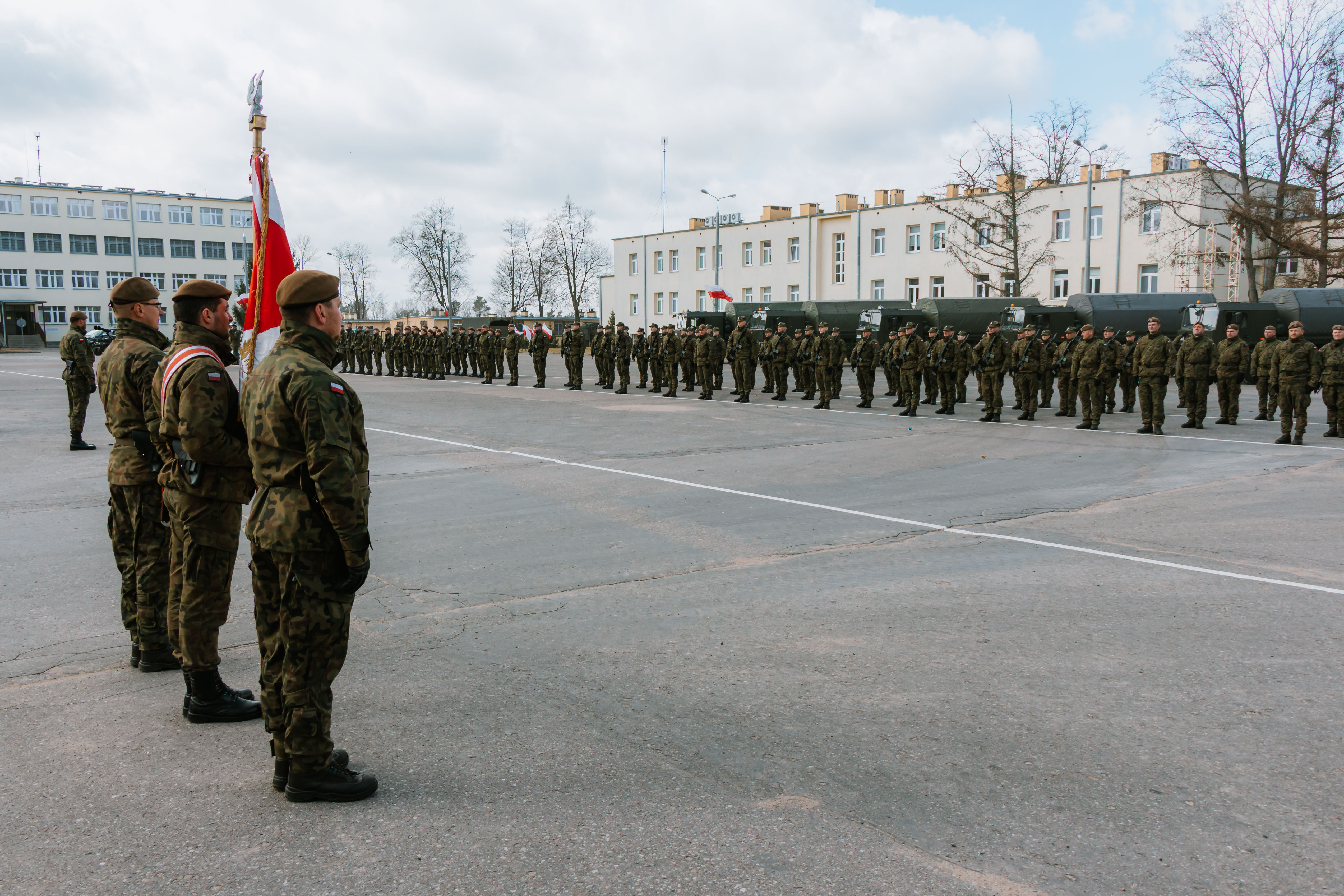
Brygada na placu apelowym, 2022

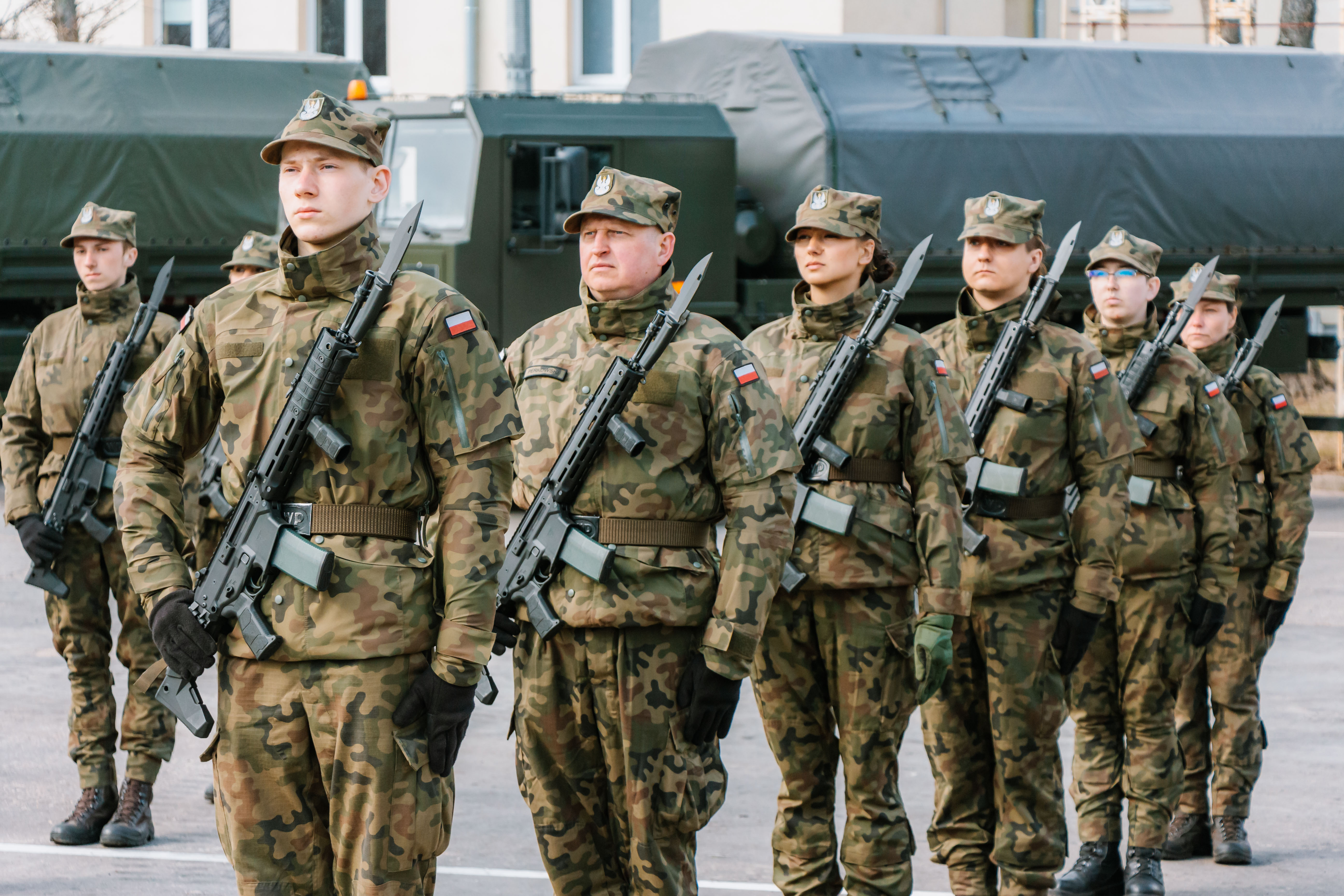
Żołnierze brygady, 2022

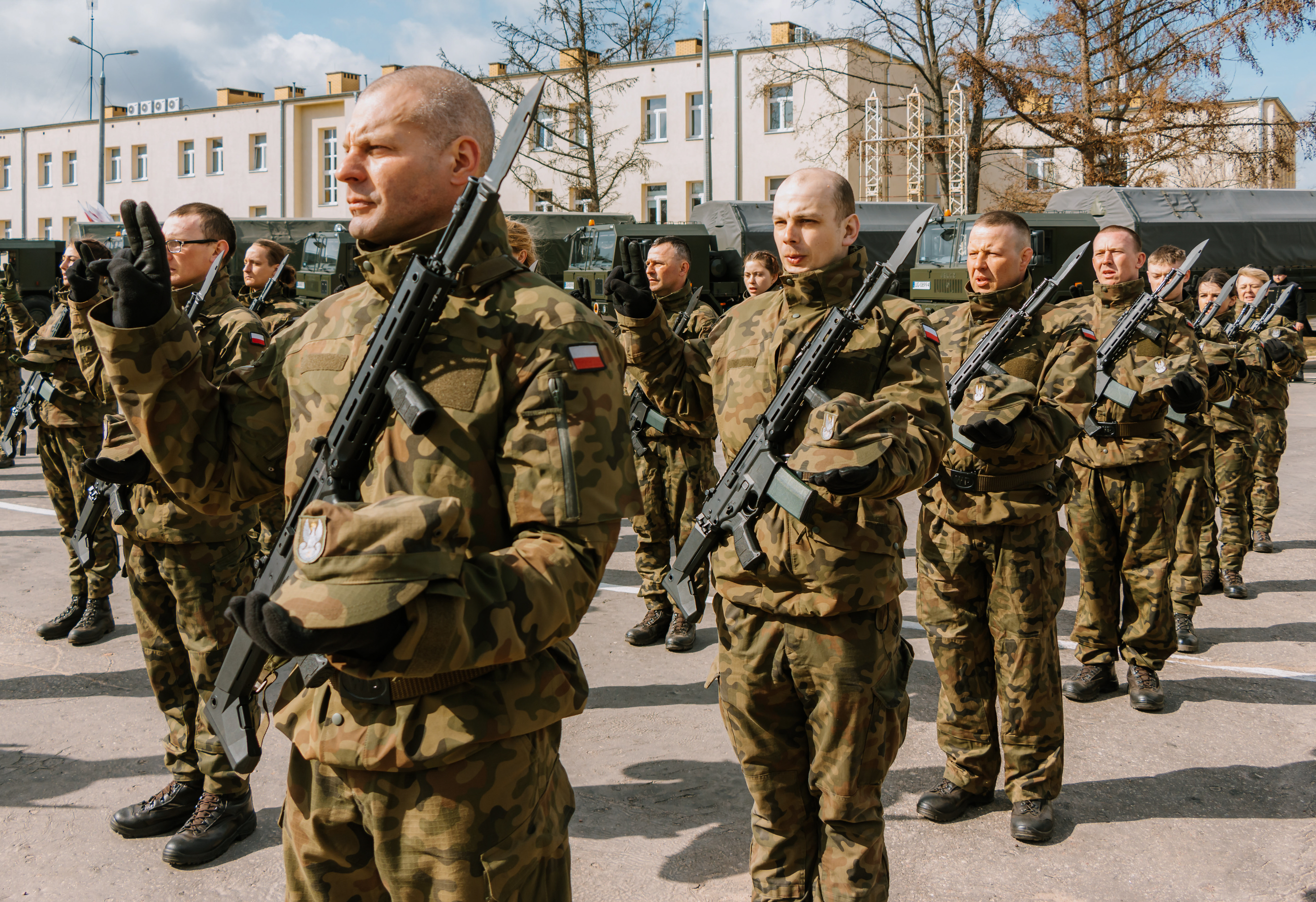
Nowi żołnierze brygady składają przysięgę, 2022

## Struktura organizacyjna
Struktura w 2017 :
- Dowództwo brygady – Białystok
- 11 batalion lekkiej piechoty – Białystok – koszary przy. ul. Kawaleryjska 70 (dawny 25 bot JW 4861)
- 12 batalion lekkiej piechoty – Suwałki – koszary przy ul. Wojska Polskiego 21[3]
- 13 batalion lekkiej piechoty – Łomża – koszary przy Al. Legionów 133[4]
- 14 batalion lekkiej piechoty – Bielsk Podlaski (ul. Dubiażyńskiej 2)[5] oraz Hajnówka
- (5) 53 batalion lekkiej piechoty – Siedlce (JW 4862)

W 2019 roku w strukturach brygady zorganizowane były :
- Dowództwo brygady
- 1 kompania dowodzenia
- 1 kompania logistyczna
- 1 kompania saperów
- 1 kompania wsparcia
- 11 batalion lekkiej piechoty – Białystok
- 12 batalion lekkiej piechoty – Suwałki
- 13 batalion lekkiej piechoty – Łomża
- 14 batalion lekkiej piechoty – Bielsk Podlaski

W 2024 roku nastąpiło przekształcenie dwóch spośród pięciu batalionów lekkiej piechoty w bataliony obrony pogranicza:
- 11 batalion lekkiej piechoty – Białystok
- 12 batalion obrony pogranicza – Suwałki
- 13 batalion lekkiej piechoty – Łomża
- 14 batalion obrony pogranicza – Hajnówka
- 15 batalion lekkiej piechoty – Dąbrowa-Moczydły

## Tradycje
Decyzją nr 49/MON Ministra Obrony Narodowej z dnia 1 marca 2017, brygada przejęła i z honorem kultywuje tradycje:

oddziałów bojowych Armii Krajowej Obywatelskiej:
- Oddziału Partyzanckiego Armii Krajowej Obywatelskiej kpt. Kazimierza Kamieńskiego, ps. „Huzar” (1945-1947),
- 5 Brygady Wileńskiej Armii Krajowej mjr. Zygmunta Szendzielarza ps. „Łupaszka” (1945-1947),
- 6 Brygady Wileńskiej Armii Krajowej por. Lucjana Minkiewicza ps. „Wiktor”, kpt. Władysława Łukasiuk ps. „Młot”, kpt. Kazimierza Kamieńskiego ps. „Huzar” (1946-1952),

oddziałów bojowych podległych Białostockiemu Inspektoratowi Armii Krajowej:
- 42 pułku piechoty Armii Krajowej (1944),
- 10 pułku ułanów Armii Krajowej (1944),

oddziałów bojowych Armii Krajowej Obywatelskiej:
- Zgrupowania Armii Krajowej Obywatelskiej „Piotrków” por. Hieronima Piotrowskiego, ps. „Jur” (1945),
- Oddziału Partyzanckiego Armii Krajowej Obywatelskiej – Wolność i Niezawisłość ppor. Stefana Ejsmonta, ps. „Wir” (1945-1947),

oddziałów bojowych Zrzeszenia „Wolność i Niezawisłość”:
- Oddziału Partyzanckiego Zrzeszenia „Wolność i Niezawisłość” sierż. pchor. Leona Suszyńskiego „P-8” (1945-1947),
- Oddziału Partyzanckiego Zrzeszenia „Wolność i Niezawisłość” sierż. pchor. Józefa Piłaszewicza, ps. „Zgrzyt” (1945-1947),
- Oddziału Partyzanckiego Zrzeszenia „Wolność i Niezawisłość” plut. pchor. Stanisława Łaneckiego, ps. „Przelotny” (1945-1946),
- Oddziału Partyzanckiego Zrzeszenia „Wolność i Niezawisłość” plut. Gabriela Oszczapińskiego, ps. „Dzięcioł” (1945-1947),

oddziałów bojowych podległych Suwalskiemu Inspektoratowi Armii Krajowej:
- 41 pułku piechoty Armii Krajowej (1944),
- 3 pułku szwoleżerów Armii Krajowej (1944),
- 1 pułku ułanów Armii Krajowej (1944),

oddziałów bojowych Armii Krajowej Obywatelskiej:
- Oddziału Partyzanckiego Armii Krajowej Obywatelskiej sierż. Władysława Stefanowskiego, ps. „Grom” (1945), w tym oddziałów Armii Krajowej Obywatelskiej: ppor. Edwarda Wawiórki ps. „Skiba” (1945), st. sierż. Wacława Sobolewskiego, ps. „Sęk”, „Skała” (1945), sierż. Jana Szumskiego, ps. „Snop” (1945),
- Oddziału Partyzanckiego Armii Krajowej Obywatelskiej sierż. Józefa Sulżyńskiego, ps. „Brzoza” (1945),

oddziałów bojowych Zrzeszenia „Wolność i Niezawisłość”:
- Oddziału Partyzanckiego Zrzeszenia „Wolność i Niezawisłość” st. sierż. Aleksandra Kowalewskiego, ps. „Bęben” (1945-1947),
- Oddziału Partyzanckiego Zrzeszenia „Wolność i Niezawisłość” plut. Wacława Górskiego, ps. „Oko” (1946-1947),
- Oddziału Partyzanckiego Zrzeszenia „Wolność i Niezawisłość” plut. Stanisława Siedleckiego, ps. „Klon”, „Wierny” (1945-1947),

oddziałów bojowych podległych Suwalskiemu Inspektoratowi Armii Krajowej:
- 33 pułku piechoty Armii Krajowej (1944),
- 9 pułku strzelców konnych Armii Krajowej (1944),

oddziałów bojowych Armii Krajowej Obywatelskiej:
- Zgrupowania Inspektoratu Łomżyńskiego Armii Krajowej Obywatelskiej mjr. Jana Tabortowskiego „Bruzdy” (1945),
- Oddziału Partyzanckiego Armii Krajowej Obywatelskiej ppor. Stanisława Marchewki, ps. „Ryba”,

oddziałów bojowych i związków taktycznych podległych Podlaskiemu Inspektoratowi Armii Krajowej:
- 76 pułku piechoty Armii Krajowej (1944),
- 2 pułku ułanów Armii Krajowej (1944);

Brygada przyjęła wyróżniającą nazwę „Podlaska” i otrzymuje imię płk. Władysława Liniarskiego, ps. „Mścisław”.

Insygnia
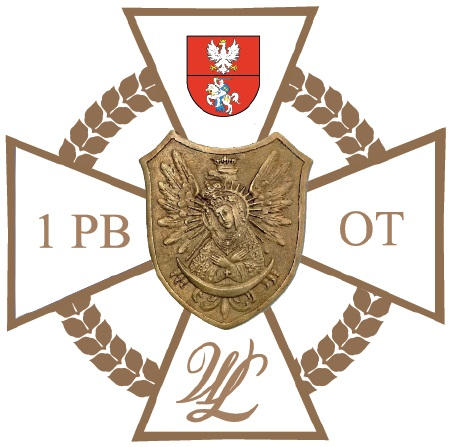
Odznaka pamiątkowa
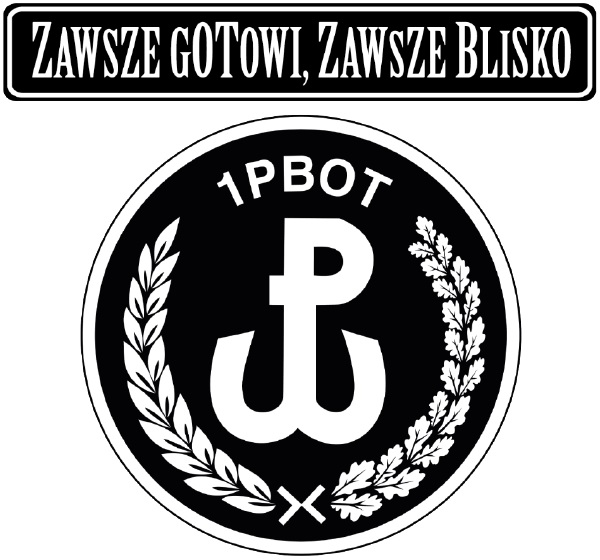
Oznaka rozpoznawcza na mundur wyjściowy
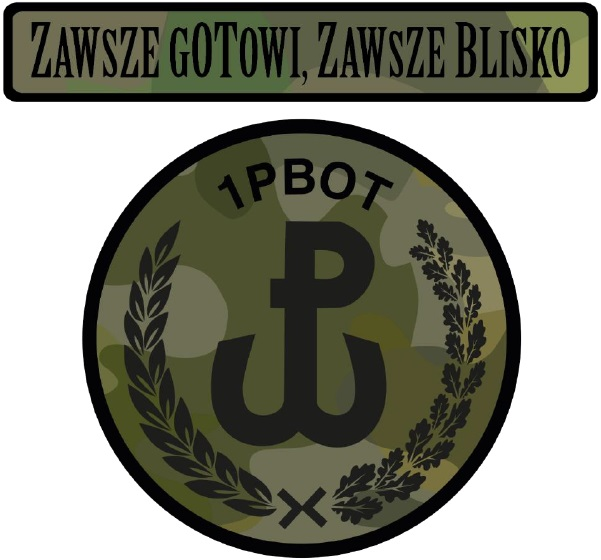
Oznaka rozpoznawcza na mundur polowy

## Dowódcy brygady
- płk Sławomir Kocanowski (2016 - 2022)[8]
- płk Mieczysław Gurgielewicz (2022 - obecnie)[9]